# Jean-Bertrand Pontalis
Jean-Bertrand Pontalis, född 15 juni 1924 i Paris, död 15 juni 2013 i Paris, var en fransk filosof, psykoanalytiker, författare och professor. Pontalis forskning har haft stor betydelse, inte minst Vocabulaire de la psychanalyse (1967), som han publicerade tillsammans med Jean Laplanche. Pontalis har bland annat tilldelats Prix Valery-Larbaud (2004), Prix Médicis essai (2006) och Grand prix de littérature de l'Académie française (2011).

## Biografi
Jean-Bertrand Pontalis föddes i Paris 1924. Han var en av Sartres elever och avlade 1945 doktorsexamen med en avhandling om Spinoza. Kort därefter utnämndes han till professor. I mitten av 1960-talet blev Pontalis medlem i Association Psychanalytique de France.
År 1960 var Pontalis en av många intellektuella som undertecknade Manifeste des 121. I detta manifest fördömdes den franska arméns krigföring och tortyr i Algerietkriget; bland undertecknarna fanns Guy Debord, Geneviève Dormann, Claude Lanzmann, Jean-Paul Sartre, Simone Signoret och Claude Simon.